# Белависта (Сијена)
Белависта је насеље у Италији у округу Сијена, региону Тоскана.
Према процени из 2011. у насељу је живело 1540 становника. Насеље се налази на надморској висини од 140 м.